# Layzie Bone

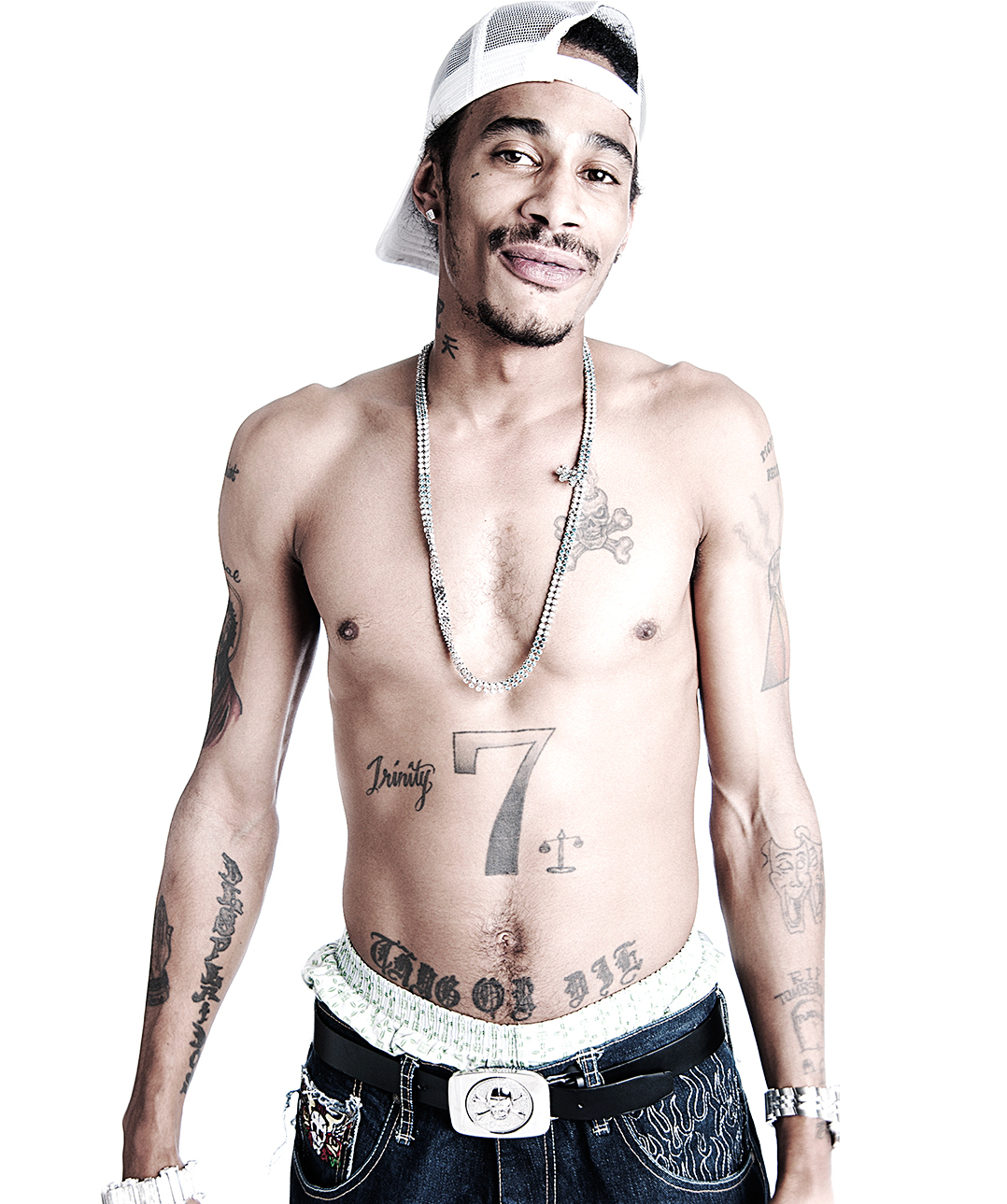
Layzie Bone (2007)

Layzie Bone (* 23. September 1975 in Cleveland, Ohio; eigentlich Steven Vernell Howse) ist ein US-amerikanischer Rapper und vor allem als Mitglied der Gruppe Bone Thugs-N-Harmony bekannt.

## Karriere
Layzie Bone wurde gemeinsam mit seinem Bruder Flesh-N-Bone als Teil von Bone Thugs-N-Harmony bekannt. Anders als die anderen Mitglieder der Gruppe veröffentlichte Layzie Bone nach dem kommerziellen Durchbruch Mitte der 1990er Jahre zunächst keine Soloalben, sondern gründete die Mo Thugs, eine Gruppe, an der neben den einzelnen Bone-Thugs-Mitgliedern weitere Rapper aus Cleveland und Umgebung mitwirkten. Die Alben der Gruppe wurden über das Label von Bone Thugs-N-Harmony, Mo Thugs Records, veröffentlicht. Dem Label stand Layzie Bone als Chief Executive Officer vor.
Erst nach mehreren erfolgreichen Alben mit den Bone Thugs und den Mo Thugs brachte Layzie Bone 2001 sein erstes Soloalbum Thug By Nature heraus. Dieses veröffentlichte er unter dem alternativen Künstlernamen L-Burna. Laut eigener Aussage wählte er diesen, weil er mit dem Erscheinen seines Albums seine Konkurrenten „verbrennen“ würde. Das Werk erreichte Platz 43 der Billboard 200.
Anschließend widmete sich Layzie Bone wieder seinen beiden Gruppen, bis er 2005 zusammen mit Bizzy Bone die Bone Brothers gründete und in den Folgejahren mehrere Alben als Teil dieses Duos aufnahm. Außerdem erschien 2005 sein zweites Soloalbum It’s Not a Game. Mit Rang 96 in den Billboard 200 zeigte sich ein leichter Abwärtstrend gegenüber dem Vorgänger.
2006 arbeitete er dann mit Young Noble von den Outlawz zusammen und veröffentlichte das gemeinsame Album Thug Brothers. Das Projekt wurde in den nächsten Jahren fortgesetzt, den Bone-Thugs-Teil übernahm fortan jedoch Krayzie Bone.
Danach erschienen zahlreiche weitere Alben mit Layzie Bones Beteiligung. Charterfolge im Mainstream blieben jedoch aus.

## Diskografie
Alben

| Jahr | Titel           | Höchstplatzierung, Gesamtwochen, AuszeichnungChartsChartplatzierungen (Jahr, Titel, Platzierungen, Wochen, Auszeichnungen, Anmerkungen) | Anmerkungen                      |
| Jahr | Titel           | US | Anmerkungen                      |
| ---- | --------------- | --- | -------------------------------- |
| 2001 | Thug By Nature  | US43 (6 Wo.)US | als L-Burna                      |
| 2005 | Bone Brothers   | US60 (3 Wo.)US | mit Bizzy Bone                   |
| 2005 | It’s Not a Game | US96 (2 Wo.)US |                                  |
| 2007 | Bone Brothers 2 | US122 (2 Wo.)US | mit Bizzy Bone als Bone Brothers |

Weitere Alben
- 2006: The New Revolution
- 2006: Thug Brothers (mit Young Noble)
- 2006: Cleveland
- 2007: How a Thug Was Born
- 2008: Thugz Nation
- 2008: Finally (mit A.K. von Do or Die)
- 2008: Bone Brothers III (mit Bizzy Bone)
- 2009: Twin Thugz (mit Big Sloan)
- 2011: Thug Luv
- 2011: The Definition
- 2011: The Meaning